# 乳袋
乳袋（ちちぶくろ）とは、乳房が大きな女性のスタイルラインに沿うような衣服を描く、漫画やアニメでの表現手法である。

## 概要

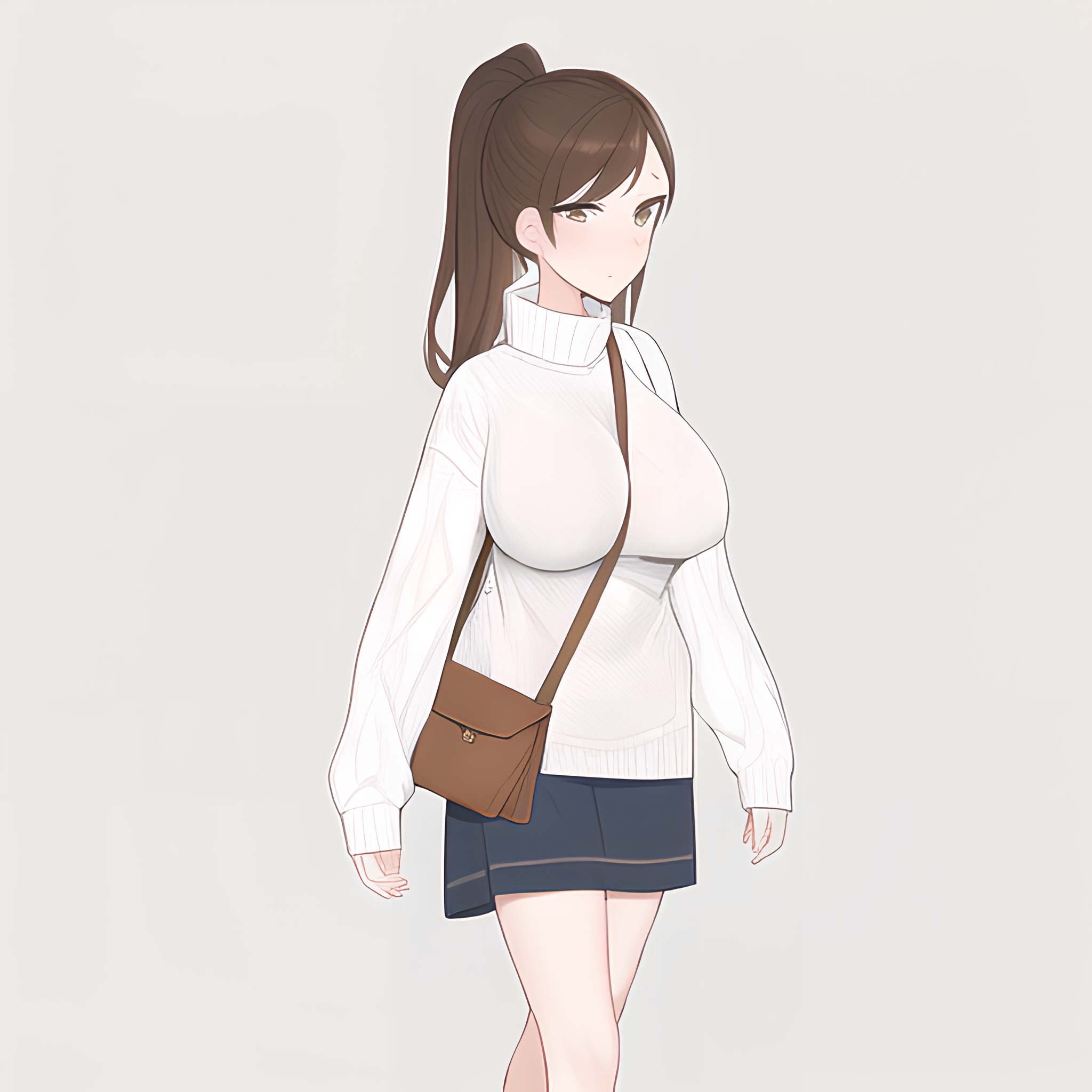
パイスラッシュのイメージ画であるが、上着の外から乳房の全体的なライン(特に下乳)がはっきり描写されているため、「乳袋」の概念も再現されている。

乳袋はバストサイズが大きい女性の、全裸のボディラインにほぼ同一な衣服を書くことで、その女性が着衣していても、ビキニ水着を着ているかのように「身体の凹凸」がはっきりと出るような描写である。現実にはそのような衣服は存在せず、現実に作成する場合は、乳房がぴったり収まるような袋を縫製しなければならないところから「乳袋」と命名された。
現実の女性モデルを紹介するときにも、「乳房が大きい」表現として用いられることがある。
同種の用語として、バストを頂点に衣服が三角形を示すような乳テントや、胸から下の衣服が垂れ下がってしまう乳カーテンなどが存在する。

## 歴史
成年向け漫画において巨乳表現がスタンダードとなったのは、1980年代半ばのことであった。1980年代初頭にロリコンブームが発生したが、読者のほとんどはペドフィリアではなかったため、彼らにとりキャラクターが幼女として描かれる必然性はなかった。かくしてロリコンブームはアニメタッチな表現のみを定着させ、童顔巨乳ブームへと移っていった。漫画評論家の永山薫によれば、童顔巨乳のルーツは宮崎駿の『ルパン三世 カリオストロの城』のクラリス・『風の谷のナウシカ』のナウシカなどに求めることができるという。
童顔巨乳から巨乳に特化する動きもあったが、そのような巨乳漫画ブームは1991年ごろには収束した。永山によれば、衰退の原因は「巨乳が行き渡ってしまうと、よほどのこだわりがないと差別化は難しい」といったところにあった。しかし、巨乳表現はにしまきとおるなどの作家により受け継がれていった。
「乳袋」という語は男性向けアダルトゲームで自然発生的に使われ始め、2011年に発売された『カミカゼ☆エクスプローラー!』がその代表とされている。この作品は4万本を売り上げ、作中で乳房のアウトラインが明確に浮き出ている制服の描写が話題となり、プレイヤーたちの間で「乳袋」という言葉が広まっていった。2013年時点では乳房の一般的な表現として定着しているという。

## 影響
乳袋に「リアリティがない」と批判する声もある一方で、スクール水着やレオタードなどの収縮性のある素材を使った服でしか実現できなかった「バストの淫らさ」が、どのような服装でも表現可能となったことから、多くのアダルトゲーム愛好者からは好意的に受け取られている。ライターのたまごまごは、巨乳をリアルに描こうとすると、腹部と上着の間に隙間ができて太って見えてしまうことがあり、乳袋にはそれを防ぐ効果もあったと解説している。その後は、コートや着物など、現実では絶対にありえない厚手の素材を使った服でも乳袋が描かれるようになった。
おっぱい評論家の杜哲哉は、2013年に週刊プレイボーイに寄せた記事の中で、二次元世界と現実世界は互いにフィードバックしながら乳房の表現・ファッションを発展させてきたと説明する。その上で、二次元表現における乳袋は現実世界の着衣巨乳から派生したものであるとし、「新たな表現方法として、二次元に乳袋が加わった意義は大きい」と歓迎している。かつて非現実の世界で流行したパイスラッシュが現実世界にブームをもたらしたように、さらなる相乗効果が期待できると述べている。

### 現実の「乳袋」
2016年、目標額の30万円を超える270万円を集めてクラウドファンディングを達成したことによって起動した、胸の大きい女性のためのアパレルブランド「HEART CLOSET」（株式会社122）が、現実に乳房の大きい女性から歓迎された。122代表取締役の黒澤美寿希自身も、高校生時代にはすでに胸がGカップとなっており、服装に悩まされていた。同ブランドはこれを「乳袋」とは銘打たなかったものの、「三次元に乳袋が実現する」との記事を書いたメディアもあり、ニュースサイト・おたぽるが「乳袋が現実に」とこれを報じ、男性からの「乳袋がまさか現実化するとは」「三次元が二次元に追いついた」などの声を紹介した。このことは日本国外でも反響を呼び、「素晴らしいアイデアだわ！」などと、巨乳と思われる女性たちから絶賛する声が上がったという。黒澤はこのブランド立ち上げにより、「第4回女性起業チャレンジ大賞グランプリ」と「ウーマンズビジネスグランプリ2018in品川」優秀賞を受賞した。
また、同年に設立された株式会社エスティームも、やはりクラウドファンディングでアパレルブランド「overE」を立ち上げた。社長の和田真由子自身も胸が大きい当事者で、「胸の大きな女性向けのブラジャー」はあっても、「胸の大きな女性向けの洋服がない」ことに悩まされて学生時代を過ごし、「胸の大きな女性に合う服を作りたい」思いで起業した経緯がある。当初の売り上げは順調でなかったが、愛用者がパルコにメールを送ったのがきっかけで、2018年2月にパルコ池袋店で期間限定店舗の開設が実現した。出店を知った別の愛用者が「overE」の良さを漫画にしてtwitterに投稿したところ、この投稿が約2万5千件のリツイートに達し、overEの公式twitterアカウントのフォロワー数が1日で1万人以上に膨張した。その結果、overEのオンラインショップは以前の6か月間に相当する約250万円の売り上げを2日間で達成し、商品は完売した。池袋の限定ショップも過去最大の売り上げを記録した。「overE」も同様に「乳袋」と認識されることがある。

## 批判

### 表現技法に関する批判
- 東北大学准教授の小宮友根と翻訳者のふくろは、『現代ビジネス』の記事にて、『乳袋』は「性的な表現を強調するための手法」の1つであり、たとえば「大きな胸」を乳袋で書かなくとも、女性を主体的に表現することはできる、と論じている[18]。
- 「乳袋はリアリティがない」と否定的な意見のユーザー[誰?]も存在する。ただし、おっぱい評論家の杜哲哉は「多くのユーザーさんは好意的にとらえている」としている[3]。
- デザインの面から乳袋に否定的な制作者も存在する。イラストレーターの岸田メルはその一人であり、「僕は乳袋が嫌いなので、基本的に大きかったら厚みをつけて描く」と語っている[19]。

### 性的側面に関する批判
- 武蔵大学教授の千田有紀は、バーチャルYouTuberのキズナアイが批判された理由の一つに、弁護士太田啓子が「NHKノーベル賞受賞サイトでこのイラストを使う感覚を疑う」とXに投稿したことで、太田の支持者たちがキズナアイに乳袋の表現などがあることを「やはり性的ではないか」とSNSで投稿していることを挙げた[20]。

- フリーライターの赤木智弘は、『宇崎ちゃんは遊びたい！』の赤十字コラボポスターにおける絵[注 2]も乳袋であるとしている[1]。その上で、ポスターが批判された理由の1つに、乳袋が性的な表現であると判断されたことを指摘した[1]。
  - この献血ポスター騒動に関連して、上述の「overE」は「当社の製品は『乳袋』という表現とは趣旨の異なるものと認識しております」とTwitterに投稿し、「HEART CLOSET」も「性的な意味合いの中で弊ブランド、商品を引き合いに出されることは誠に遺憾に感じております」と投稿した[1]。

- 一方で、ライターの秋山悠紀は、性的と捉えるかどうかは個人ごとに異なっており境界は曖昧であり、男性に性的と思われようが全ての女性の身体表現を可とするのが女性を守るための正しいメッセージではないかと述べている[21]。